# コンラート・フリードリヒ・フルレブッシュ
コンラート・フリードリヒ・フルレブッシュ（Conrad Friedrich Hurlebusch, 1691年12月30日 - 1765年12月17日）は、ドイツの作曲家、オルガニスト。

## 生涯
ブラウンシュヴァイク出身。オルガニストで作曲家の父ハインリヒ・ローレンツから音楽を学んだ。オルガンの名手として知られ、ウィーン、ミュンヘン、イタリア各地に演奏旅行で赴いた。1723年から1725年にストックホルムで宮廷楽長を務め、バイロイト、ハンブルク、ブラウンシュヴァイクでも同様の地位に就いた。1735年にはライプツィヒのヨハン・ゼバスティアン・バッハを訪ね、バッハはライプツィヒの出版社に彼の作品を出版するよう薦めている。1743年にアムステルダムの旧教会のオルガニストとなり、死去するまでその地位にあった。

## 作品
作品にはカンタータ、オペラ、詩篇、頌歌、協奏曲、鍵盤楽器のためのソナタなど多数あったが、多くが散逸してしまった。

## 文献
- Robert Eitner (1881). "Hurlebusch, Konrad Friedrich". Allgemeine Deutsche Biographie (ドイツ語). Vol. 13. Leipzig: Duncker & Humblot. pp. 429–430.
- Lothar Hoffmann-Erbrecht: Hurlebusch, Conrad Friedrich. In: Neue Deutsche Biographie (NDB). Band 10, Duncker & Humblot, Berlin 1974, ISBN 3-428-00191-5, S. 77 (電子テキスト版).
- Kahleyss Rainer: Conrad Friedrich Hurlebusch (1691-1765) Sein Leben und Wirken (1984) ISBN 3881298517
- Eintrag in Grundlage einer Ehren-Pforte erschienen 1740 von Johann Mattheson